# Valérie Hayer

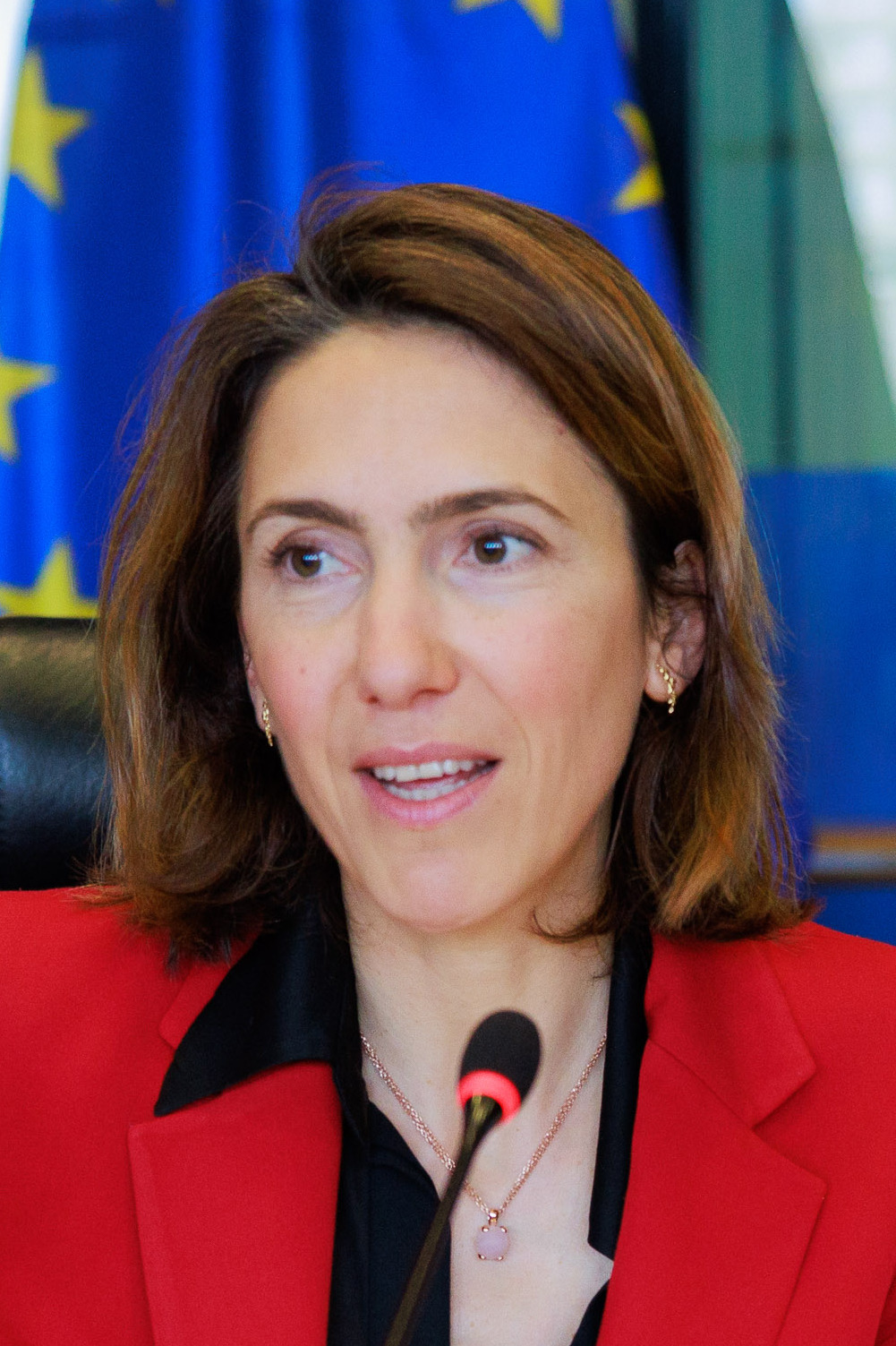
Valérie Hayer (2024)

Valérie Hayer (geboren am 6. April 1986 in Saint-Denis-d’Anjou, Département Mayenne) ist eine französische Politikerin (Renaissance). Seit der Europawahl 2019 ist sie Mitglied des Europäischen Parlaments als Teil der Fraktion Renew Europe, seit Januar 2024 deren Vorsitzende.

## Leben

### Ausbildung und berufliche Karriere
Valérie Hayer wurde am 6. April 1986 als Tochter von Landwirten in Saint-Denis-d’Anjou im Département Mayenne geboren. Sie ging in ihrem Heimatort zur Schule und anschließend auf das Collège in Grez-en-Bouère. Anschließend studierte Hayer öffentliches Recht und Kommunalfinanzen, 2009 schloss sie an der Université Paris 1 Panthéon-Sorbonne einen Master in Recht und öffentlicher Verwaltung ab. Später arbeitete sie als parlamentarische Assistentin für mehrere Senatoren, unter anderem für Pierre Jarlier (erst UDI, dann LREM) und Jean Arthuis (erst UDI, dann LREM).

### Kommunale und nationale Politik
Valérie Hayer wurde bei den Kommunalwahlen 2008 im Alter von einundzwanzig Jahren zur Gemeinderätin von Saint-Denis-d’Anjou gewählt, 2013 trat sie der zentristischen Kleinpartei Union des démocrates et indépendants (UDI), im Folgejahr wurde sie wiedergewählt. Die Europawahl 2014 beschrieb sie als den eigentlichen Beginn ihres Engagements in der Politik. Damals machte sie Wahlkampf für die liberale Liste L’Alternative, eine Listenverbindung der UDI und der MoDem. Im folgenden Jahr wurde sie als Vertreterin des Kantons Azé in den Departementsrat von Mayenne im  gewählt. Als stellvertretende Fraktionsvorsitzende gründete sie drei Jahre später eine Mehrheitsgruppe von sieben Macron-treuen Abgeordneten aus verschiedenen Parteien.
Als Zeichen ihrer Unterstützung für Emmanuel Macron verließ Valérie Hayer 2017 die UDI und trat der Macron-Partei La République en Marche (LREM) bei. Sie wurde als Kandidatin für die Parlamentswahlen 2017 im zweiten Wahlkreis von Mayenne nominiert. Nach der Ablehnung des vorgeschlagenen nationalen Abkommens durch MoDem zog sie jedoch ihre Kandidatur zurück, um die Kandidatur von Géraldine Bannier zu ermöglichen, die zur Abgeordneten gewählt wurde. Anschließend wurde sie als Kandidatin der Präsidentenpartei für die Senatswahlen im September 2017 aufgestellt, im Tandem mit Michel Angot, dem Bürgermeister von Mayenne. Hayer erhielt 21,99 % der Stimmen im ersten Wahlgang, hinter der scheidenden und im ersten Wahlgang wiedergewählten Senatorin Élisabeth Doineau und dem ehemaligen Abgeordneten von Les Républicains, Guillaume Chevrollier. Auch im zweiten Wahlgang konnte sie sich nicht durchsetzen, sodass Chevrollier gewählt wurde.

### Europaparlament
Für die Europawahl 2019 nominierte ihre Partei LREM sie für den 17. Listenplatz der gemeinsam mit MoDem und anderen eingereichten Listenverbindung Renaissance. Renaissance gewann 22,4 Prozent und damit 23 der 79 französischen Mandate, sodass Hayer ins Europäische Parlament einzog. Mit ihren Parteikolleginnen und -kollegen trat sie der neugegründeten liberalen Fraktion Renew Europe bei. Für ihre Fraktion ist sie Mitglied im Haushaltsausschuss und fungiert auch als Fraktionskoordinatorin im Ausschuss. Des Weiteren ist sie stellvertretendes Mitglied im Ausschuss für Industrie, Forschung und Energie.
Im Jahr 2020 war Hayer Ko-Berichterstatterin des Parlaments (neben José Manuel Fernandes) für einen erfolgreichen Antrag, dem Haushalt der Europäischen Union neue Steuereinnahmen zuzuweisen, um die gemeinsame Kreditaufnahme von 750 Milliarden Euro für die wirtschaftliche Erholung nach der COVID-19-Pandemie zu tilgen. Sie ist auch Teil des Verhandlungsteams des Parlaments für den Mehrjährigen Finanzrahmen der EU und die Eigenmittelreform. Nachdem der bisherige Fraktionsvorsitzende von Renew Europe, Stéphane Séjourné, als Außenminister in die französische Regierung gewechselt war, wurde Hayer am 25. Januar 2024 zu dessen Nachfolger gewählt.